# José Clemente Orozco
José Clemente Ángel Orozco Flores (Zapotlán (actualment Ciudad Guzmán), Jalisco, 23 de novembre de 1883 - Ciutat de Mèxic, 7 de setembre de 1949) va ser un muralista i litògraf mexicà. Graduat a l'Escola Nacional d'Agricultura, va estudiar més tard matemàtiques i dibuix arquitectònic.

## Biografia
Quan encara era un nen, va conèixer José Guadalupe Posada, els gravats del qual el van portar a interessar-se per la pintura. Va estar casat amb Margarita Valladares amb qui va tenir tres fills. Els seus primers treballs van consistir en litografies de la vida indígena; interessat en la pintura mural, va aconseguir posteriorment un perfecte domini de la seva tècnica.
Va fer la seva primera exposició individual a la llibreria Biblos de Ciutat de Mèxic el 1916. L'any següent va viatjar pels Estats Units i va viure a San Francisco i a Nova York pintant cartells; va pintar també murals per al Col·legi Pomona de Califòrnia, pel Dartmouth College i la New School for Social Research de Nova York; en la decoració d'aquesta última, va realitzar un veritable fresc, ja que va pintar sobre guix humit; va ser la primera obra d'aquesta mena que es va fer a Nova York.
L'any 1922 es va unir a Diego Rivera i a David Alfaro Siqueiros en el sindicat de pintors i escultors, intentant recuperar l'art de la pintura mural sota el patrocini del govern. El 1926 per encàrrec de la Secretaria d'Educació, pinta a la ciutat d'Orizaba, el mural Reconstrucció a l'edifici que actualment ocupa el Palau Municipal.

### Orozco als Estats Units

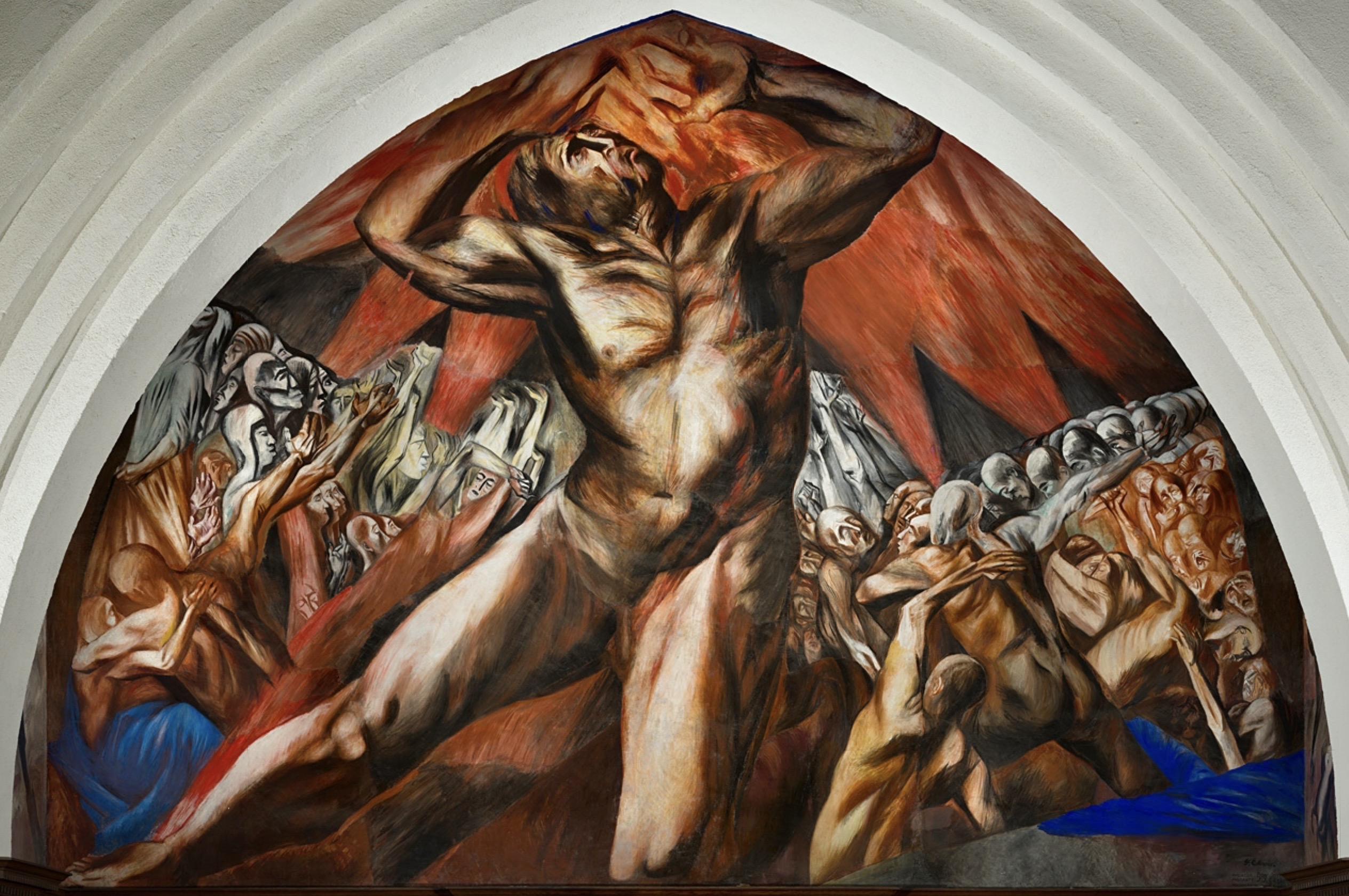
Prometeu del Pomona College

La segona etapa mural d'Orozco s'inicia a partir de la seva estada als Estats Units, el 1927. Allà va realitzar tres obres murals importants. A Nova York, ciutat que visitava per segona vegada, es va dedicar a treballar i exhibir les seves obres. Va fer dibuixos sobre escenes de la Revolució i una sèrie d'olis; Queensboro Bridge, The Curbz, Winter, The Subway, que mostren el caràcter deshumanitzat i maquitrista de la gran urbs.
Després de tres anys d'haver abandonat Mèxic, l'historiador de l'art José Pijoan va fer gestins per tal que Orozco fos convidat al Pomona College a Claremont, Califòrnia, i decorés el Frary Hall. Allà va realitzar un dels motius més importants de la seva pintura en la figura de Prometeu, heroi mític que valentament s'apodera del foc diví per lliurar-lo als mortals. La figura central del mural del Pomona College és un gran nu: el Prometeu triomfador que ajudarà els homes a purificar-se. Aquesta gran figura constitueix el punt de partida d'aquesta nova etapa d'Orozco. Amb aquesta pintura es declara la indiferència, l'ansietat, l'amor, l'alegria; és a dir, davant de tal espectacle, només alguns homes comprenen la transcendència de posseir el foc.
També el 1930, Orozco va realitzar uns murals a la New School of Social Research de Nova York. Després va ser convidat a impartir classe de la tècnica del fresc al Dartmouth College, a Hanover, Nou Hampshire, on va romandre fins al 1934.

### Retorn a Mèxic
Al seu retorn a Mèxic el 1934 Orozco va realitzar el gran tauler rectangular de Palau de Belles arts titulat Katharsis, situat enfront del de Rivera: L'home en la cruïlla. És una representació sagnant del conflicte violent entre l'home modern i el caòtic món mecanitzat que l'envolta i al mateix temps l'oprimeix. En aquest món, tot és violència i caos.
De 1936 a 1939, Orozco va realitzar tres grans obres murals a Guadalajara: a la Universitat, al Palau de Govern i a l'Hospici Cabañas. A la Universitat va decorar la cúpula i els murs de la plataforma de l'amfiteatre (1936). A la cúpula va pintar una al·legoria de l'home, posant l'accent en els beneficis de l'educació i de la recerca científica.
Al palau de Govern de Jalisco Orozco va realitzar un mural on tracta un tema històric. Va unificar els murs i la volta de l'escala, aconseguint una espècie de tríptic dedicat a la lluita per l'alliberament de Mèxic. Un enorme Hidalgo és el centre major d'interès d'aquesta obra.
Pel que fa a les pintures de la capella de l'Hospici Cabañas (1937-39), s'ha dit que signifiquen un compendi de la filosofia humanística de l'autor, que parteix de l'origen i desenvolupament d'Amèrica i del món. Aquesta obra monumental consta de 40 grans frescs allotjats en les diferents seccions arquitectòniques de tot el conjunt (una cúpula, un tambor de suport, les petxines, vuit voltes i catorze panells, a més de diversos fragments menors) de l'antiga capella del segle xix, construïda segons disseny de Manuel Tolsá. L'home embolicat en flames, en la cúpula, resumeix tots els temes tractats, a més de ser l'apoteosi del tema de Prometeu en l'obra d'Orozco.
En acabar els grandiosos frescs de l'Hospici Cabañas, Orozco es va instal·lar a Mèxic on va obrir una exposició amb els dibuixos d'esbossos de les seves pintures murals. El 1940, va realitzar dues obres murals més, una a la Biblioteca Gabino Ortiz a Jiquilpan, Michoacán, i l'altra a Nova York.
L'obra realitzada el mateix any va ser encàrrec que li va fer el Museu d'Art Modern a Nova York per a l'exposició "Vint segles d'art mexicà". El resultat va ser Dive Bomber. El seu tema mostra el gran perill que té damunt la humanitat: el fantasma de la guerra.

### Suprema Cort de Justícia de la Nació
L'any 1941 realitza els frescs de la Suprema Cort de Justícia de la Nació, que consta de quatre taulers, englobant tres temes principals. En dos taulers es refereix al tema de la justícia; hi critica i satiritza la pràctica de la justícia, plena d'errors i injustícies. La justícia i la seva pràctica es contraposen. El veritable dret s'abat contra els xerraires, els demagogs i els polítics que diuen professar els ideals de llibertat i democràcia, però actuen en sentit contrari. Un altre tema es refereix a les riqueses nacionals; els productes de la terra - metalls preciosos, petroli- estan sota protecció de la bandera mexicana i del jaguar, símbols nacionals. Un tema més es relaciona amb els moviments socials obrers.

### Últimes obres
En el lapse que va de 1941 a 1944 Orozco es dedica a la pintura de cavallet i a una altra gran obra mural en la volta i els murs del cor de l'antiga església de Jesús Nazareno (1942-44). Les idees que plasma aquí es relacionen amb l'Apocalipsi.
El 1943, va ser membre fundador del Col·legi Nacional. Cap a l'any 1946, va integrar juntament amb Diego Rivera i David Alfaro Siqueiros, la comissió de Pintura Mural de l'Institut Nacional de Belles arts. Aquell any va rebre el Premi Nacional de Belles arts de Mèxic. El 1947 va exposar al Palau de Belles arts.
De retorn a Guadalajara se li encarrega la pintura del sostre de la Cambra legislativa (1948-49). El tema desenvolupat es relaciona amb la legislació revolucionària mexicana i el decret que en aquest lloc va promulgar Hidalgo sobre l'abolició de l'esclavitud. La figura central és Hidalgo, més serè i pensatiu que el de l'escala de Palacio.
Amb aquesta última obra conclou la seva labor de muralista. Així tanca el seu cicle, en el qual predomina, més que la preocupació èpico-històrica, la visió qualitativa del drama humà.
Va morir el 7 de setembre de 1949 a la Ciutat de Mèxic, mentre treballava en els primers traços d'un mural a l'edifici multifamiliar Miguel Alemán. Va ser sepultat a la Rotonda de les Persones Il·lustres, a la Ciutat de Mèxic.

## Obres

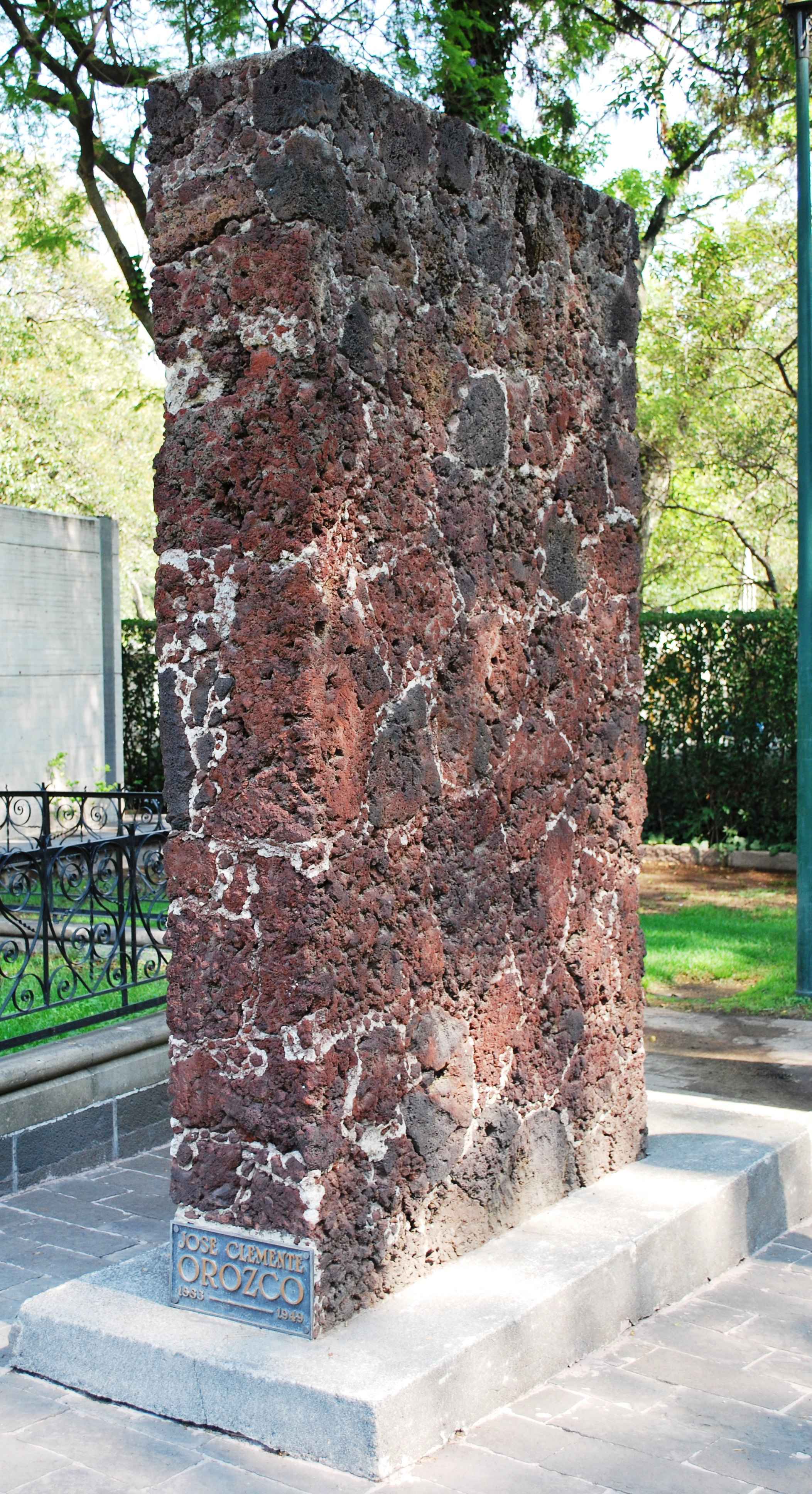
Sepulcre de José Clemente Orozco a la Rotonda de les Persones Il·lustres (Mèxic).

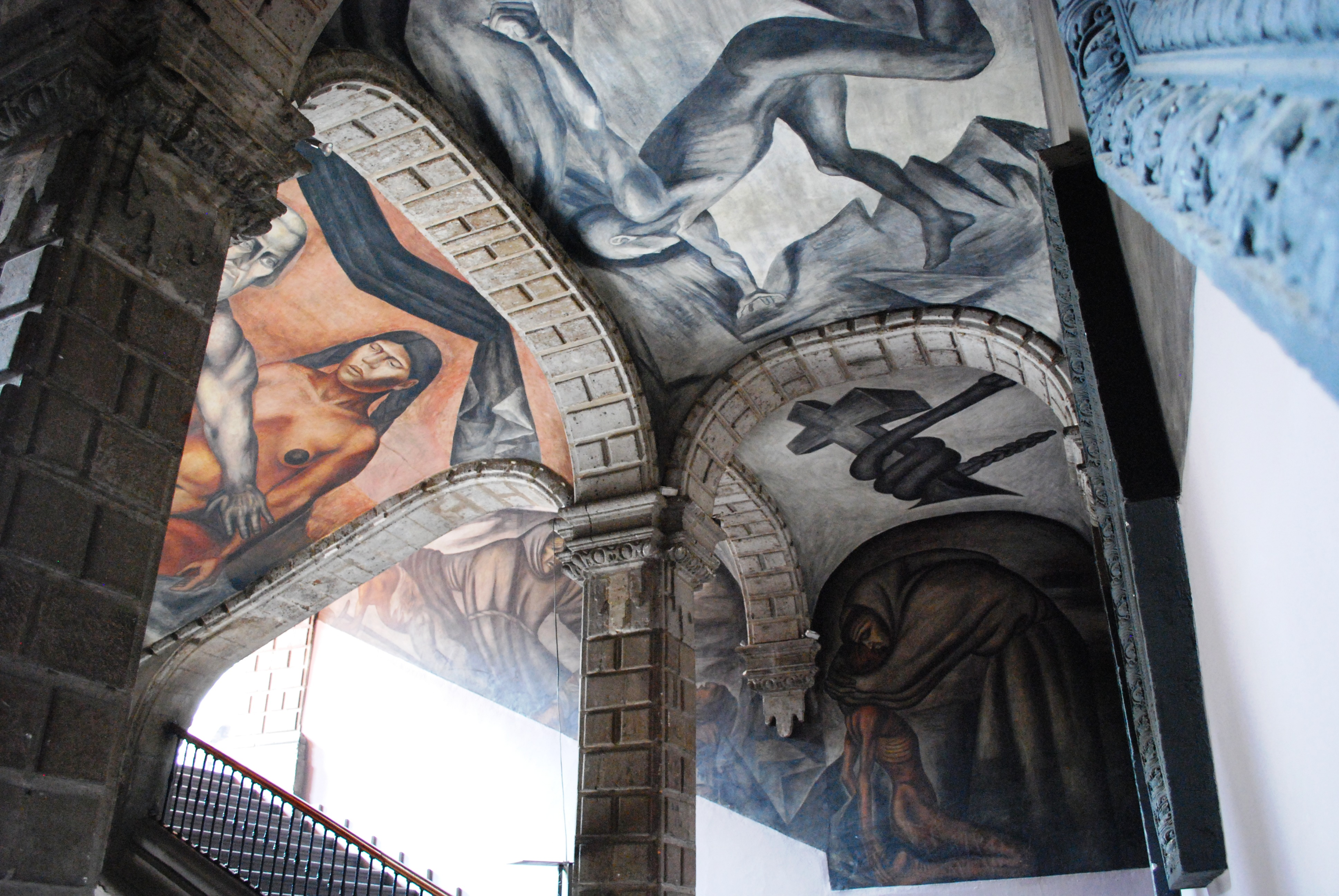
Murals a l'Antic Col·legi de Sant Ildefons

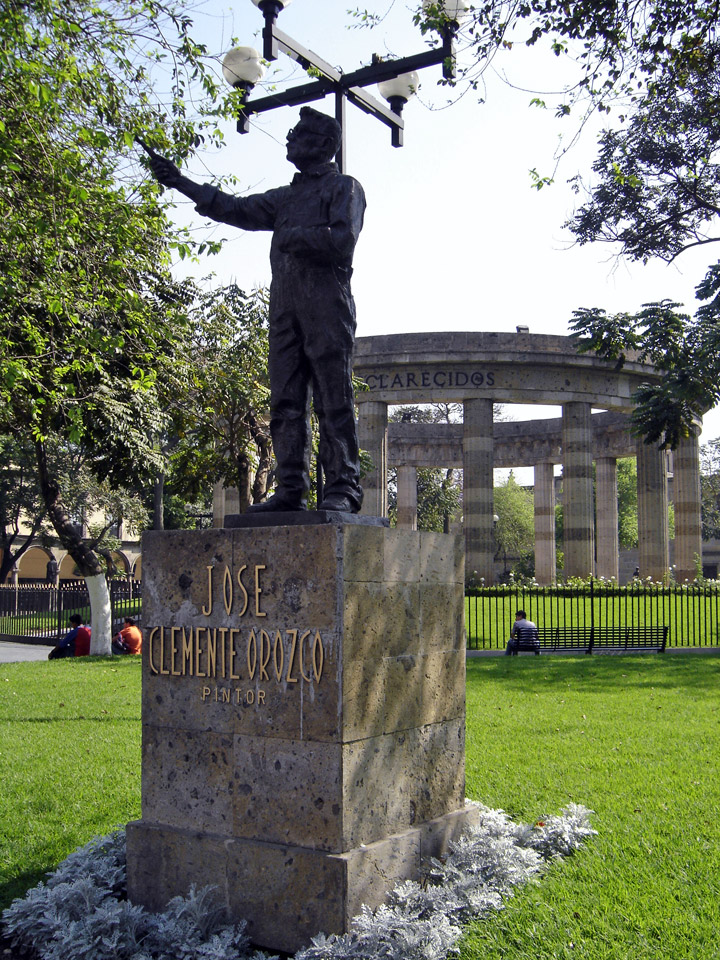
Monument a José Clemente Orozco a la Rotonda dels Il·lustres a Guadalajara, Jalisco.

La seva obra s'emmarca en el grup de pintors i muralistes mexicans, conjuntament amb Diego Rivera i David Alfaro Siqueiros. Aquests muralistes expressionistes mexicans van anticipar les tendències neorepresentatives o neoicòniques que es van donar cap a 1960.
A diferència de Rivera i Siqueiros, Orozco retrata la condició humana de forma apolítica; s'interessa per valors universals i no insisteix tant en valors nacionals, per aquest motiu les seves imatges més característiques comuniquin la capacitat de l'home de controlar el seu destí i la seva llibertat davant els efectes determinants de la història, la religió i la tecnologia.

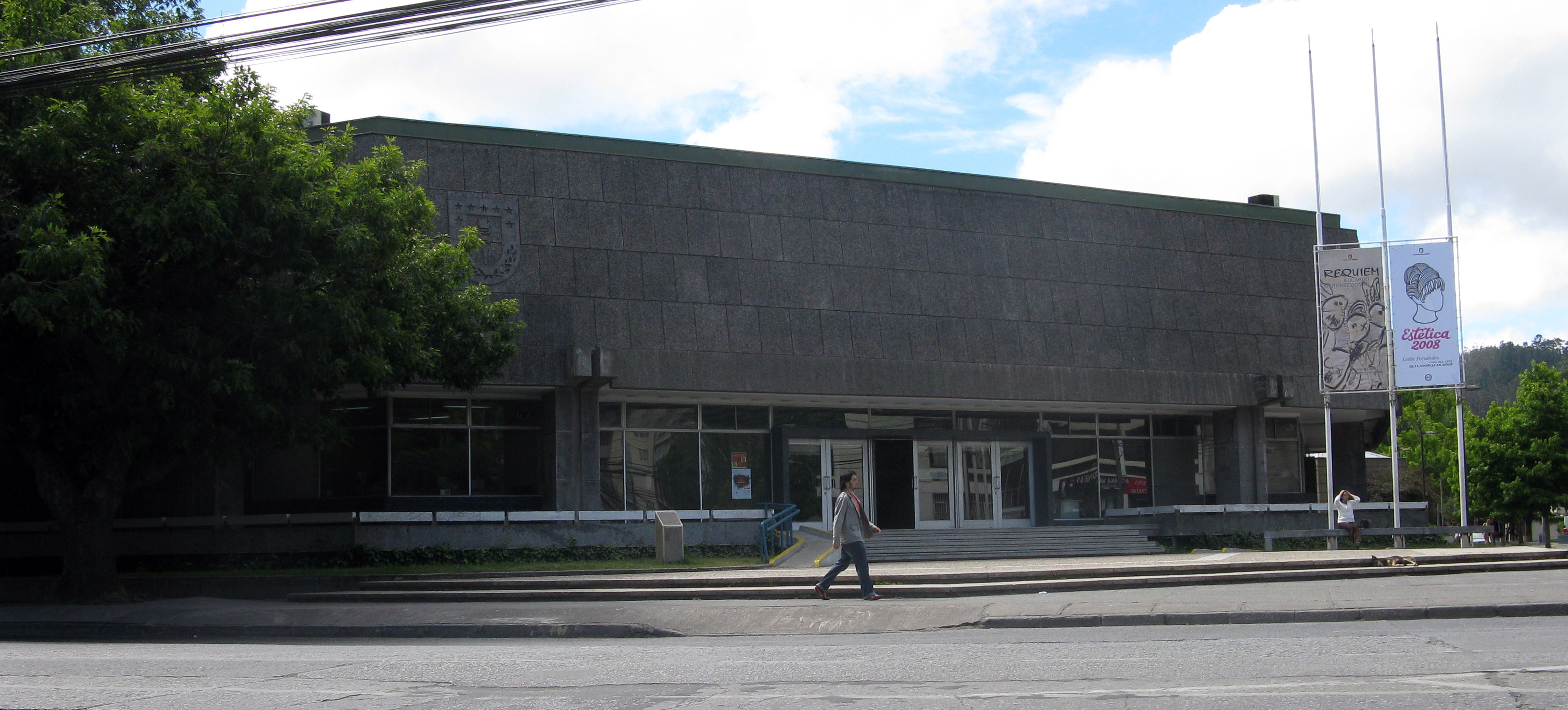
Frontis de la Casa de l'Art José Clemente Orozco, construïda a Xile el 1963

L'afany d'aconseguir en els seus quadres forts efectes emotius va donar a les seves obres simplicitat de línia i color i els va donar audàcia en la interpretació de motius contemporanis i valors socials.

### Estil
El seu estil està fundat en un realisme de caràcter expressionista, conscientment lligat a les velles tradicions artístiques mexicanes, de violent dinamisme i amplíssima factura.
“Orozco va ser un pintor compromès amb les causes socials, en les quals va plasmar un realisme feroçment impressionant. Ell va plasmar també la penosa situació de l'africà. Per a ell, el muralisme és la forma més desinteressada de fer art, perquè no pot fer-se'n un ús particular, sinó que té una transcendència social. És, per tant, l'art més pur i dret perquè el poble el vegi i el confronti”.

## Galeria fotogràfica

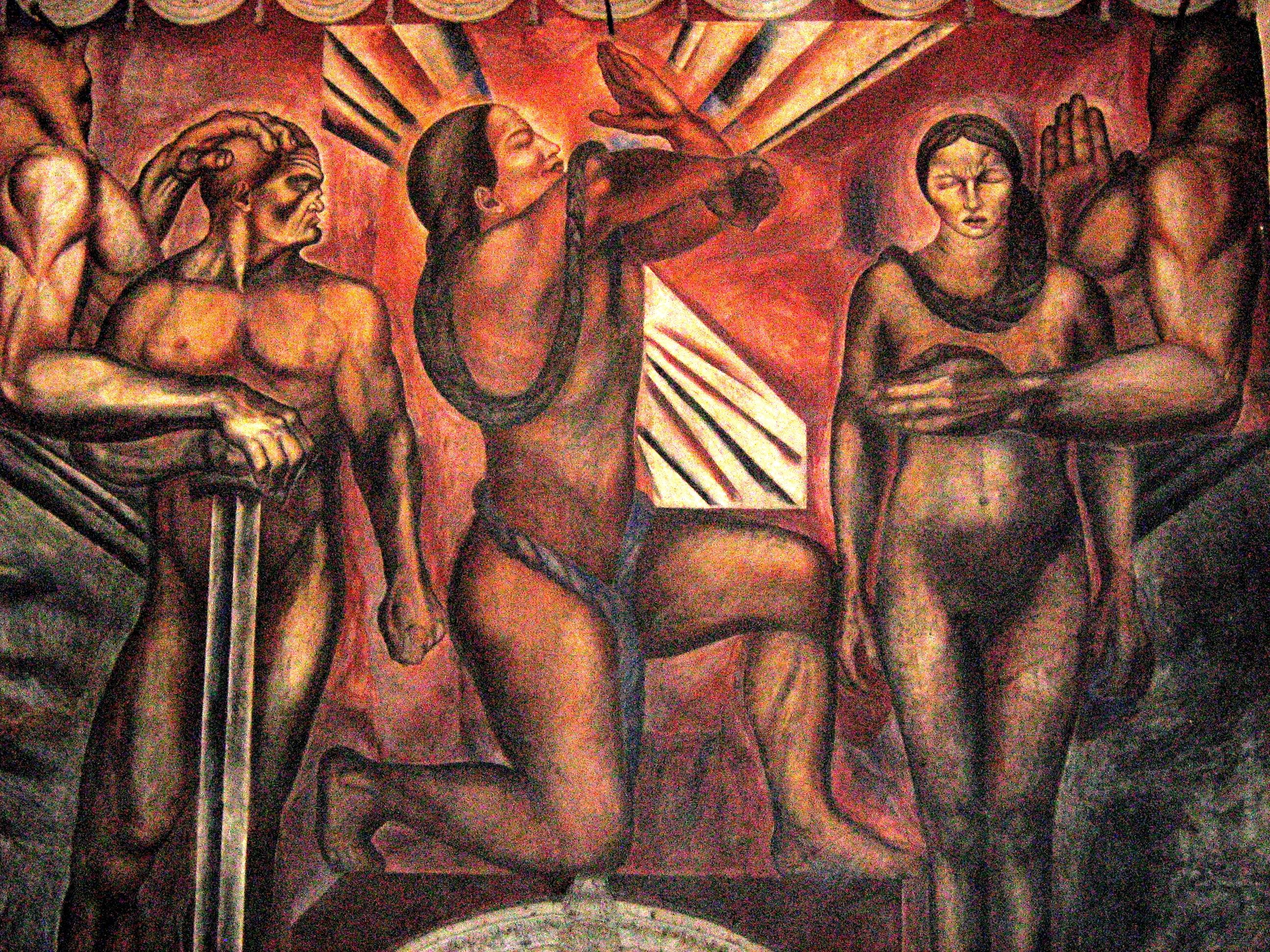
Mural Omnisciència, 1925.
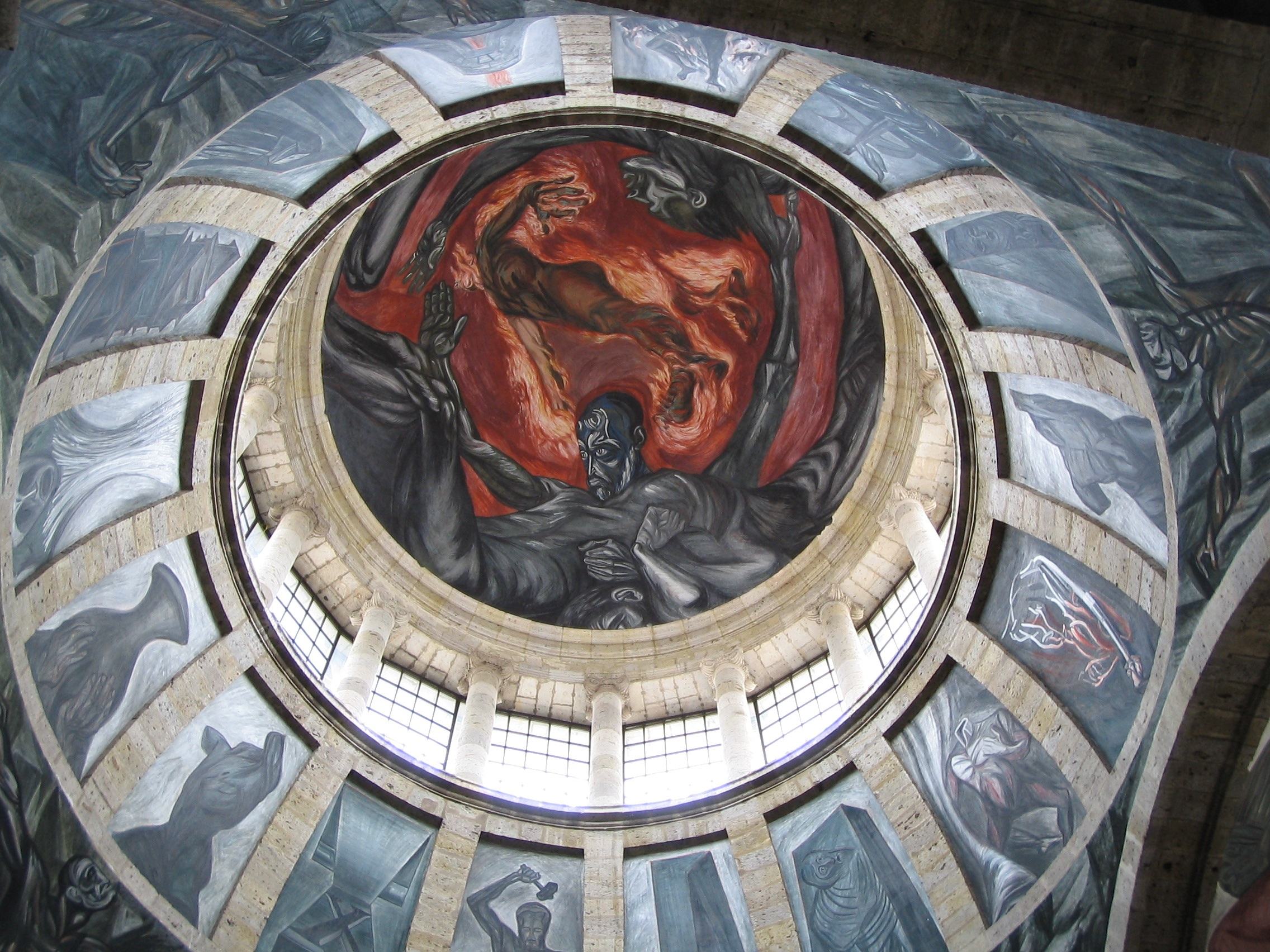
L'home en flames, a la volta de l'Hospici Cabañas.
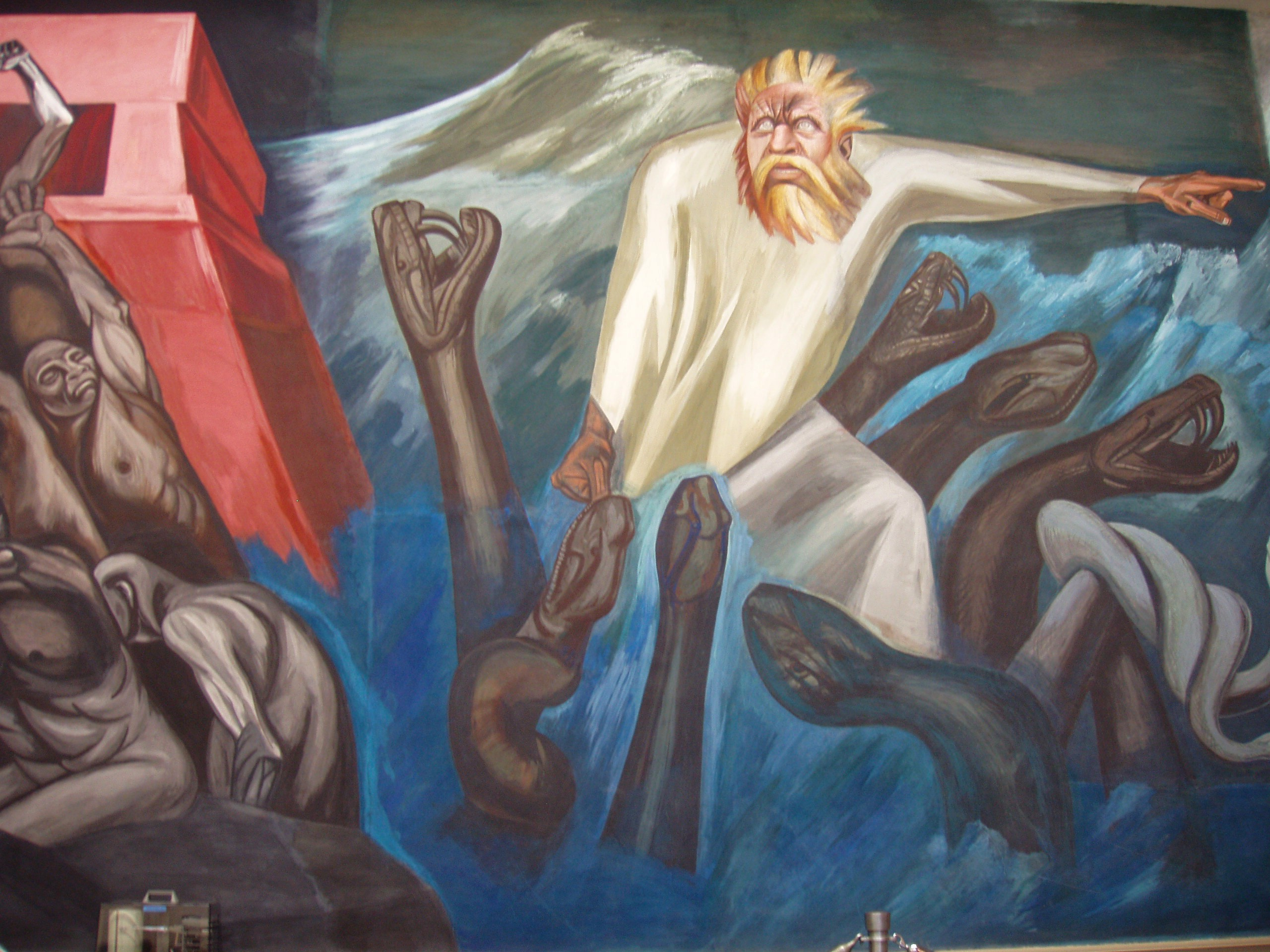
Mural a la Baker Library, Dartmouth College.
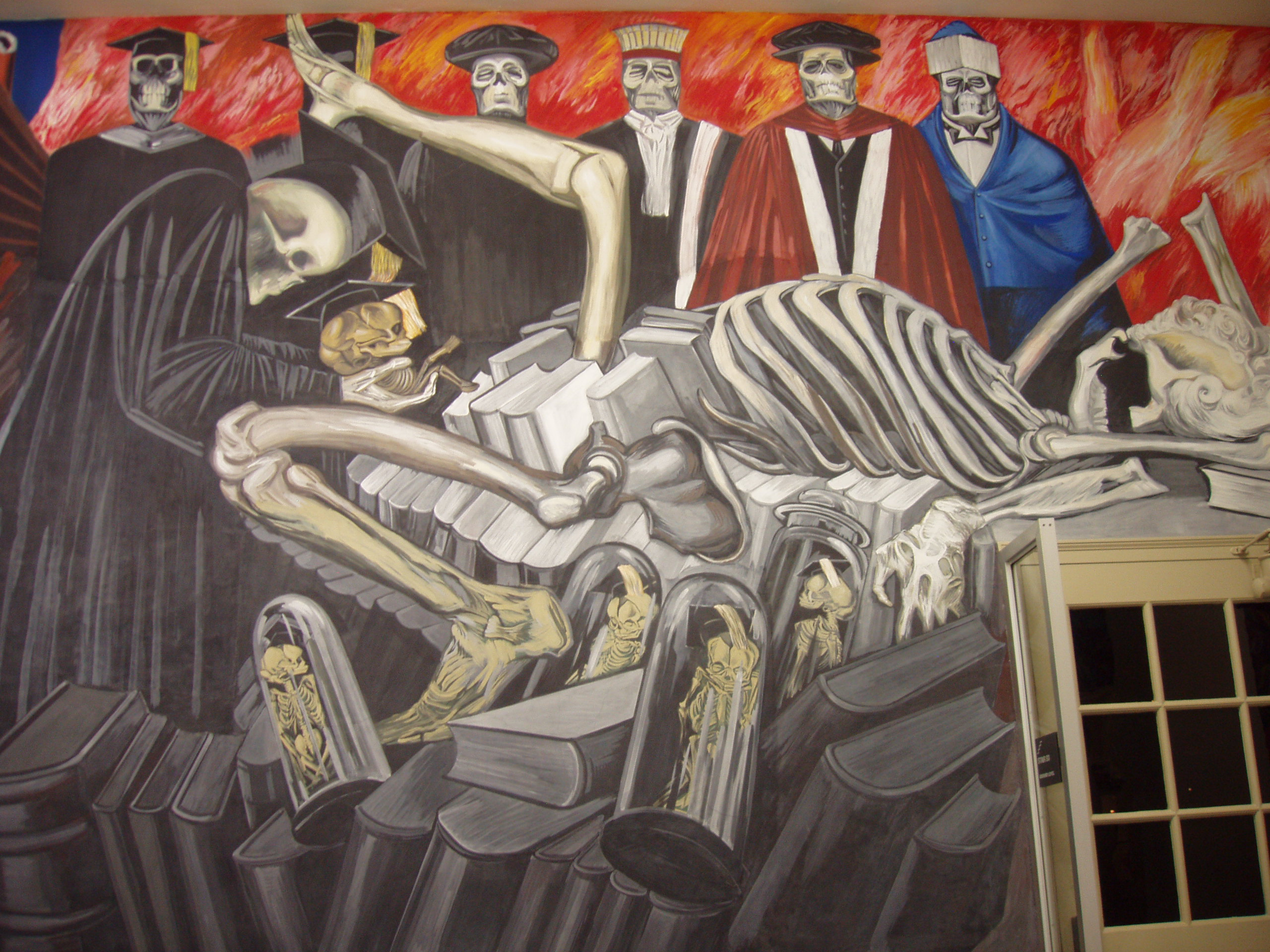
Mural a la Baker Library, Dartmouth College.
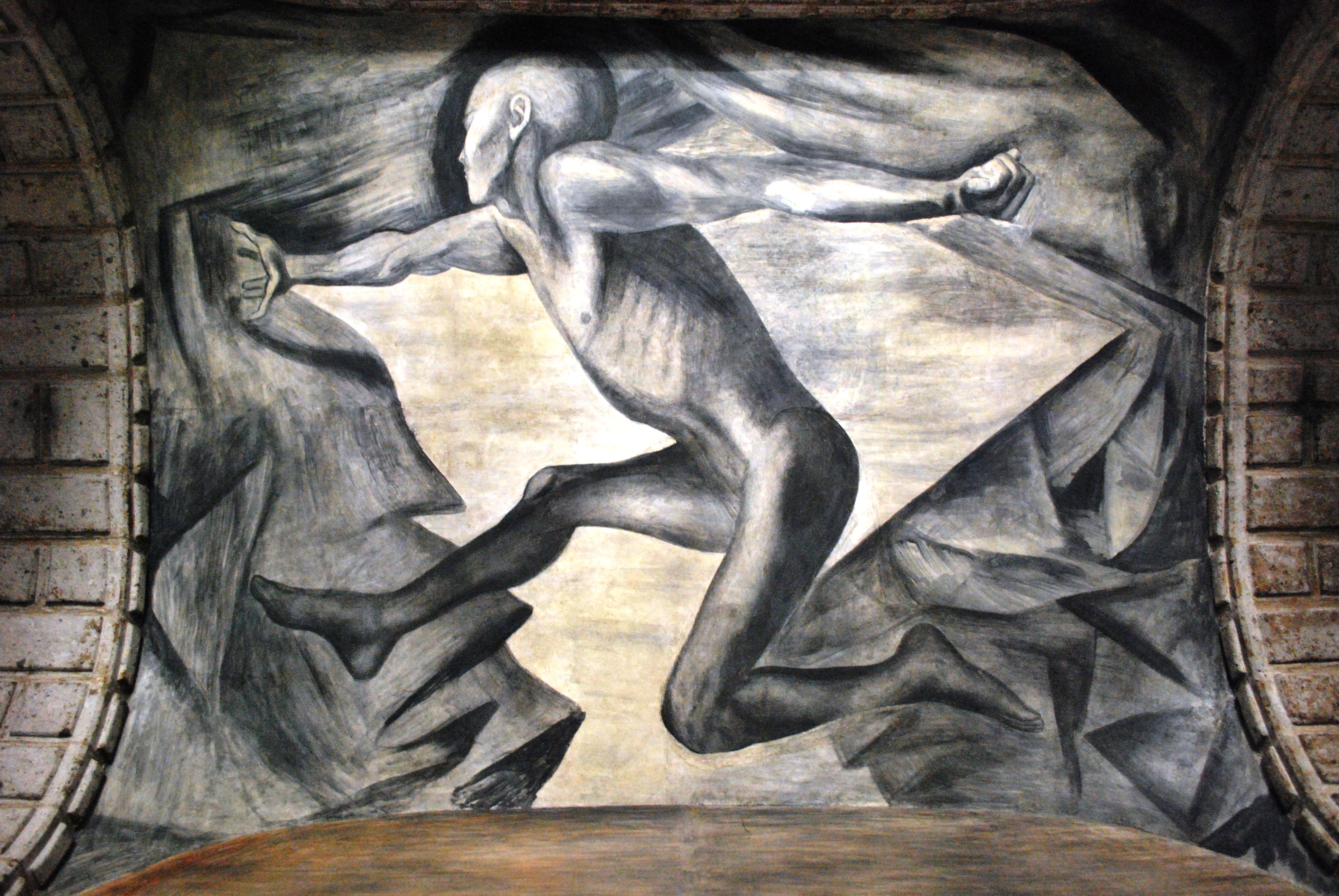
Joventut a l'Antic Col·legi de Sant Ildefons.
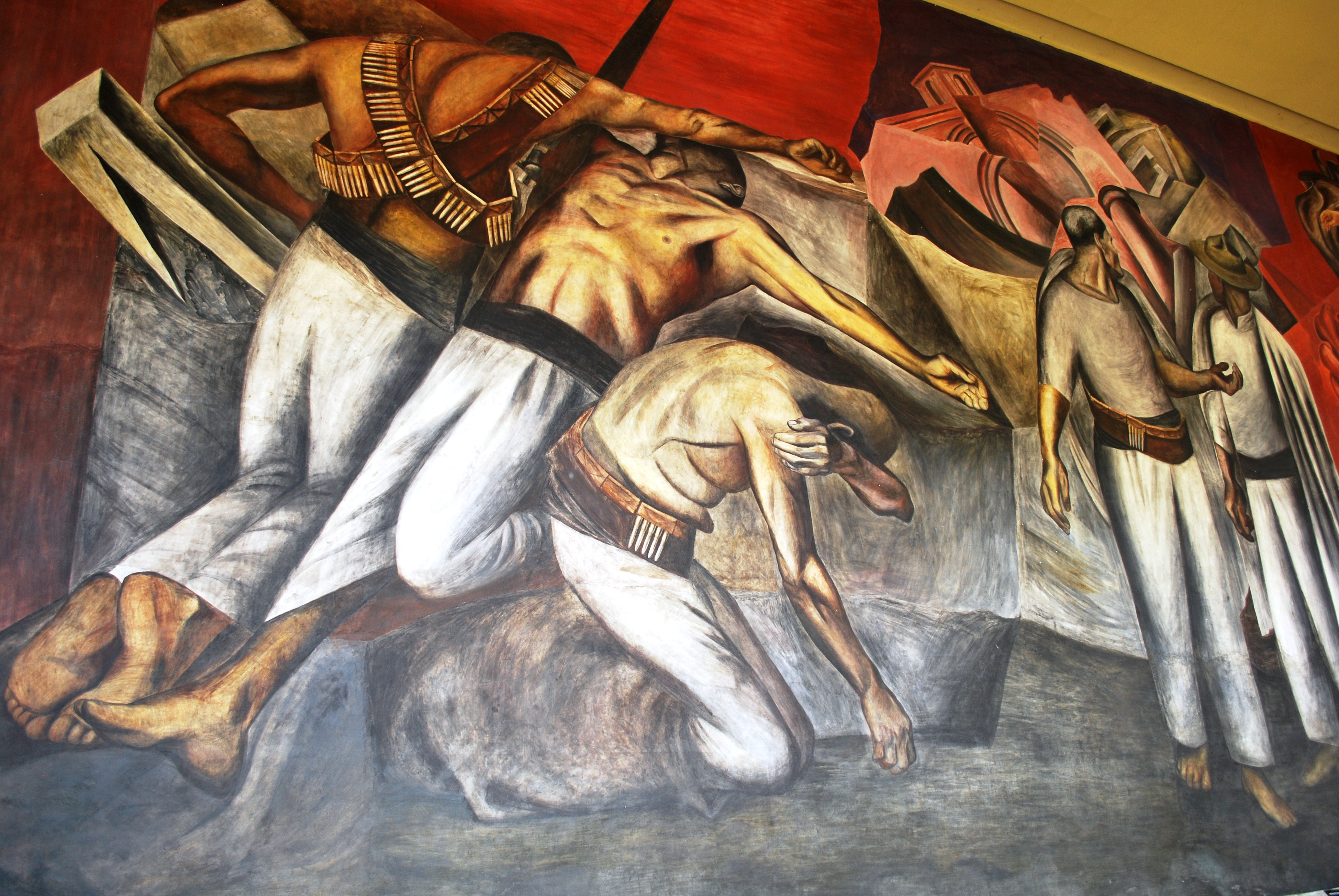
La trinxera a l'Antic Col·legi de Sant Ildefons.
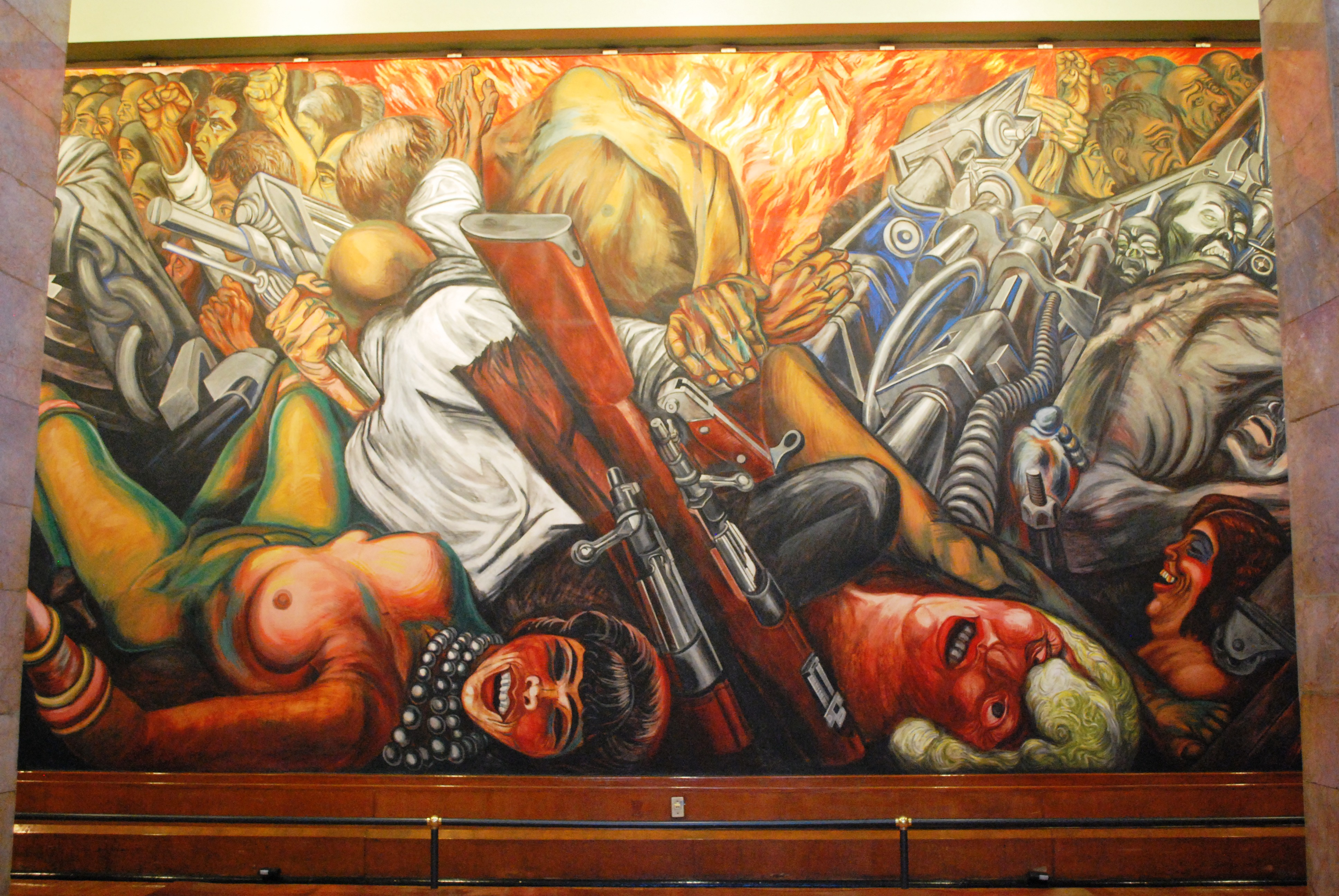
Catarsi al Palau de Belles arts.
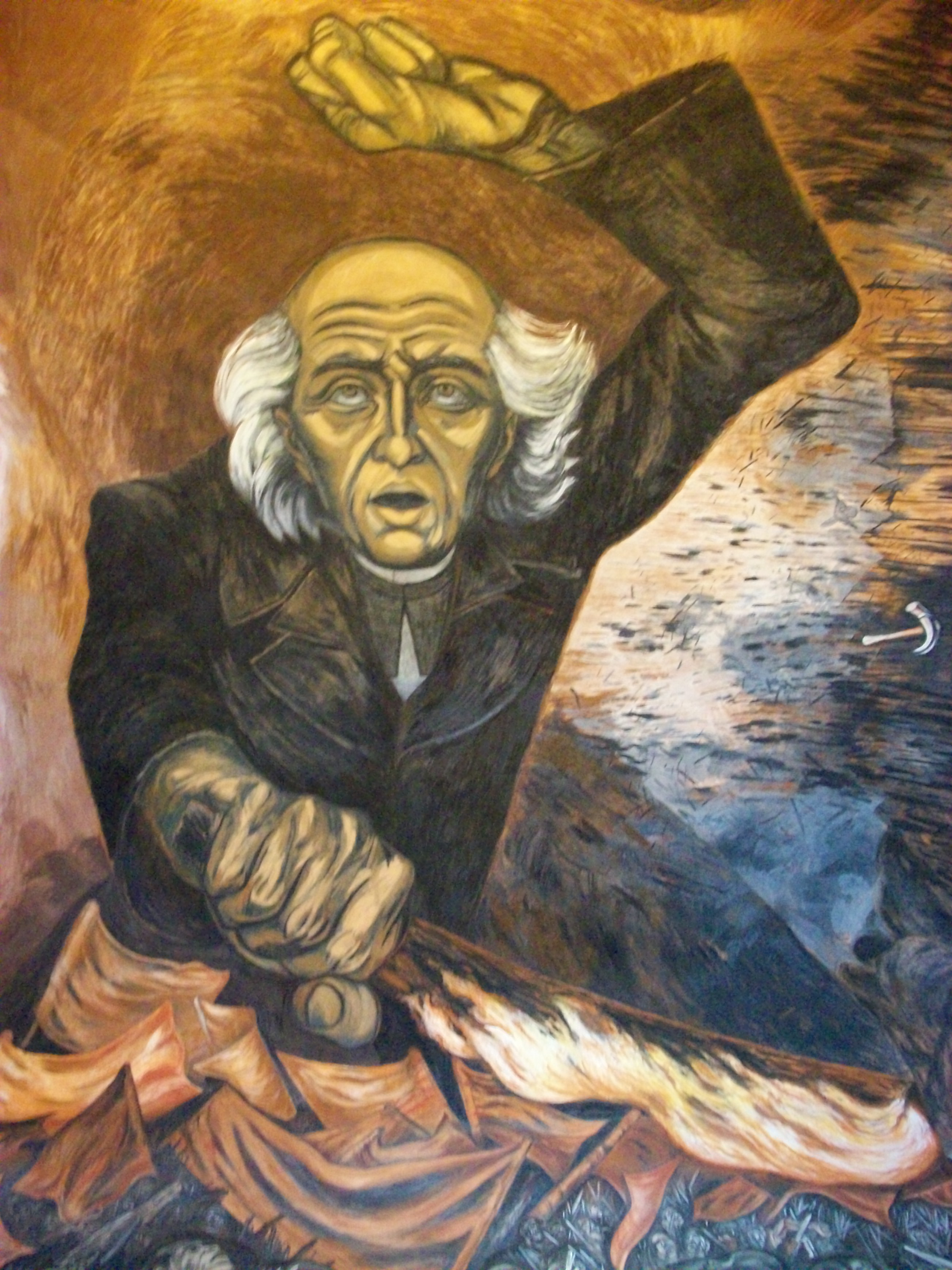
Hidalgo al Palau de Govern de Jalisco, a Guadalajara, Jalisco.